# Закон сталних запреминских односа
Закон сталних запреминских односа (Геј-Лисаков закон) је један од основних хемијских закона. По њему запремине гасова који се једине и запремине награђених гасова (гаса) стоје у сталном односу малих целих бројева.
Закон је дао француски хемичар Жозеф Луј Геј-Лисак 1809. године.
Једноставан пример је реакција директне синтезе амонијака из азота и водоника.
3H2 (g) + N2 (g) → 2NH3 (g)
Дакле, приликом поменуте синтезе, увек ће реаговати 3 запремине водоника са 1 запремином азота приликом чега ће настајати 2 запремине амонијака (3:1:2). Реакција је повратна па ће, логично, важити и обратно.
Геј-Лисаков закон ће Авогадро употребити да би 1811. дао Авогадров закон који, са Геј-Лисаковим, чини основу гасне стехиометрије.